# Турксіб
Турксі́б (каз. Туріксіб) — село у складі Жамбильського району Жамбильської області Казахстану. Входить до складу Бесагаського сільського округу.
Населення — 3958 осіб (2021; 3516 у 2009, 2934 у 1999, 2701 у 1989).